# Dear (漫画)
『dear』（ディア）は藤原ここあによる日本の漫画作品。または、それを原作としたドラマCDの総称。
前作に当たる作品はわたしの狼さん。を参照

## 概要
『月刊ガンガンWING』（スクウェア・エニックス）にて2002年8月号 - 2008年1月号まで連載。作者の前作『わたしの狼さん。』シリーズの続作に当たる。単行本はガンガンウイングコミックス（スクウェア・エニックス）より全12巻発売。2011年7月からはガンガンコミックスJOKER（スクウェア・エニックス）より新装版が毎月1巻ずつ発刊されている。

## ストーリー
主人公の少女・散葉（ちるは）は「魔狼（ライカンスロープ）」という存在の生き残りで、森の家屋に一人で暮らしていた。ある日「人間と一緒に暮らしたい」という長年の夢を叶えるために散葉が人里へ降りた際、魔者に襲われ討伐隊の副長である妃杈（きさら）という少年に助けられる。彼は昔の散葉の唯一の友達であったが、妃杈は記憶喪失で散葉のことを忘れてしまっていた……。

## 登場人物
声優はドラマCDのもの。
散葉（ちるは）
声 - 松岡由貴
魔狼（ライカンスロープ）の生き残りである少女。本作のヒロイン。
通称チルハ、チルハさん（君）、チルチル（昴のみ）。一人称は私。年齢不詳だが17-18歳くらいで、身長は155センチメートル。のんびり屋なため自身はO型だと思い込んでいるが、実際はマイペースなB型。
小さなことでも喜んだり悲しんだりと表情豊かで、人を疑うことを知らず無条件で他者を信じられる無垢な心の持ち主。家屋に住んでいる間は情報を得る手段がテレビしか無かったため、人間に関する知識などが偏っており無知で天然な一面も見せる。趣味はテレビ観賞と人間観察。九州北部の方言を分かりやすくした言葉を話す。
魔狼であるため何らかの特殊能力はあると思われるが、本人もよく分かっていない。外見も普通の人間と変わらないが、ひどく驚いたり同族の力を感じ取ると、眼と耳が魔狼のものに変化する。それ以外の特徴としては牙もしくは八重歯のようなものが生えている。人と友達になるとニックネームを付ける癖がある（そのほとんどが「○○ちゃん」）。日記をつけるのが日課だがあまり字を知らないため、他者から見ると暗号に見えてしまう。
妃杈に出会う以前の過去は詳しくは不明だが、幼い頃は生き神としてある神社で半ば監禁状態で暮らしていた。当時は不死の力を持っており、傷もすぐに癒えるため大人たちのストレス発散の対象として頻繁に暴力を受けていたが、彼女にとってはこれが「普通」の生活であり、自分への仕打ちに対して怒りや悲しみなどは感じていなかった。この頃に妃杈と出会い、初めて「楽しい」や「寂しい」などの感情を知ることになった。大人たちからの酷い仕打ちを知った妃杈に神社から連れ出されるが、道中で妃杈の養父母が差し向けた追手に捕まり離れ離れになってしまう。この時、追手により大怪我を負わされた妃杈を救おうと必死だった散葉から彼へ不死の力が転移した。故に今の散葉には不死の力が無く、怪我をしてもすぐには治らない。
その7年後に魔者討伐隊の副長となった妃杈と再会。当初は監視対象として討伐隊に身を置いていたが、後に雑用係として正式に入隊する。妃杈のことが好きで、彼には幸せになってもらいたいと思っている。妃杈にとっての幸せは「不死でなくなる事」と考えており、彼の不死を治す方法を探す。しかし、物語終盤で同族であるシグマと出会い「不死の呪いを解くには術者（=散葉）が死ぬしかない」ということを知らされる。
妃杈・スメラギ（きさら・スメラギ）
声 - 緒方恵美
討伐隊の副長を務める美少年（名前の『杈』は、きへん（『木』）に『叉』と書く）。近作の主人公
通称・妃杈、妃杈さん、きーちゃん（散葉のみ）。一人称は私。9月29日生まれの17歳。身長173センチメートル。A型。
人間であるが、幼い頃に散葉から不死の力が転移している。そのため、どんなに酷い怪我を負ってもたちまち治ってしまう（ただし痛みなどは伴う様子）。もともとは大富豪の養子であったが、女の子のような顔立ちであったことと養子という立場のために同年代の子供達からは虐められていた。そんな彼を助けたのが散葉であり、当時の彼女の唯一の友達となる。
散葉の境遇を知り彼女を神社から連れ出そうとするも、養父母が差し向けた追っ手により大けがを負ったことがきっかけで妃杈に散葉の不死の力が転移してしまう。不死となったことで跡取りのために彼を引き取っていた養父母から捨てられ、討伐の対象として討伐隊へ送られる。その後、彼の不死能力に目を付けたケインに拾われ討伐隊に入隊。大けがを負っても死なない「減らない捨て駒」として利用される（年月を経てケインは妃杈へ情をかけるようになり、家族のように大切に思うようになった）。このような過去を持つため、自分に近づく他者は「不死の力を利用もしくは欲する者」か「自分に対して畏れを抱いている者」としか考えなくなった。また、散葉と再会してしばらく経つまで彼女との過去や自身に不死の力が転移した経緯などを忘れており、自分の不死の能力は「魔狼がかけた呪い」であると考え、魔狼の存在を恨みながら日々を過ごしていた（散葉が魔狼であると分かった際は、彼女が寝ている隙に殺そうとしたこともあった）。
散葉との過去を思い出した後は、自分との記憶を失っている妃杈に昔と変わらず接してくれた散葉と再び「友達」となる。その後は自然と笑顔も増えたが、一方で散葉への独占欲を見せることも。一度散葉を殺そうとした自分には彼女を好きになる資格が無いと葛藤するが、散葉に対する思いは次第に強くなる。
暗器の使い手で、服の裏に様々な暗器を忍ばせている。女性と見紛うほどの艶麗な顔立ちをしているため、討伐作戦の一環と称してケインに女装をさせられることもある（本人は嫌がっている）。幼い頃、散葉に女の子みたいと言われたからか、腕相撲では誰にも負けないほどの怪力を身に付けている。その威力は作者からも「論外」と言われる程。
細かい作業が苦手だが不器用ではなく、面倒臭い・どうでもいいと思ってしまったことに対してその態度がはっきり出てしまう。そのためか、散葉に出会う前はインスタント食品や簡易食ばかり食べていた。味音痴で、他の討伐隊員たちが不味いと感じた（散葉が生まれて初めて煎れた）コーヒーも普通に飲んでいた。
ケイン・クレバート
声 - 置鮎龍太郎
討伐隊隊長で、超大金持ちの男性。
隊の者からは隊長、隊長さんと呼ばれる。一人称は私。未婚。3月10日生まれの29歳。身長183センチメートル。O型。
美しいものが大好きで、醜いものは直視出来ないほど大嫌い。皿などの食器類を始めとする美術品を集めるのが好き。庭にバラ園もあり、大切に育てている。隊長ではあるがあまり強くはなく、主に作戦指揮を行う。しかし持久戦にならなければ腕相撲ではキャロルを負かすほどの腕力がある（レディを守れる程度には鍛えている、と本人談）。プリノと出会った時に電撃が走って以来、彼女のことが好き（いわゆる一目惚れ）。一方で昴と出会った時にも怪しい言動をしており、美しい人物なら性別は問わない可能性がある。ちなみに一人っ子。
討伐の対象として送られてきた不死の妃杈を、隊員の死亡率を減らすために「減らない捨て駒」として拾った。だが瀕死の重傷を負ったにもかかわらず、不死だからという理由で見向きもされずに泣いている妃杈を見て彼が人間であることに気付き、以後は彼を溺愛する。「子供にしては大きすぎるし、弟にしては年が離れすぎている」と言う事から家族愛に近く、一度は妃杈を養子にしようと考えていた。現在では妃杈の幸せを一番に願っている。
小桃・サクライ（こもも・サクライ）
声 - 折笠富美子
前々作。『わたしの狼さん。』の主人公でありヒロイン、相変わらず貧乏でレベル0（ゼロ）の勇者である。前作から続投する形で中盤から登場。
通称小桃、小桃さん（くん）。コモちゃん（散葉のみ）。一人称は私。4月30日生まれの18歳。身長156センチメートル。O型。
人間だが魔力持ちのため、髪と肌が白い。頭も運動神経も悪くはないが、要領が悪く試験を受けるお金が無いためにレベル0のまま。しかし腕相撲はかなり弱い。夢はマイホームを建てること。非常に倹約家で、食べ物やまだ使える物を粗末に扱う者には怒りをあらわにする。また、値段の高すぎる物の本当の価値は分かっていない様子。何でもよく食べ、材料は安く済まそうとするが料理上手。使う武器は細身の剣。本を読むのは遅め。あまり女の子らしくはない言葉づかいをする。
勇者の仕事（ただしレベル0のためあまり依頼は来ず）と数々のアルバイトで生計を立てている。（散葉の出した）光の柱に昴の右手が共鳴を起こしたのがきっかけで魔狼の存在を知り、拒絶反応を治す手掛かりを求め昴と共に島へ向かう。そこで、魔者が襲った建物から落下した散葉を助けた際に左足を骨折、全治２か月と診断された。それが治るまで勇者の仕事が出来なくなってしまい、代わりにケインの屋敷に世話になりながら討伐隊の手伝いをしている。
幼い頃は魔力持ちのために蔑まれ、唯一の理解者であった母を亡くし天涯孤独となった。誰からも顧みられないと不安でたまらなかった時、昴と出会う。それからは猛烈なアタックを繰り返してくる昴に最初は照れて逃げていたが、今では彼女にとってかけがえのない存在になっている。昴に心配されながらも、これは昴を想う自分のためだと、昴の魔狼である右手の拒絶を治す方法を探している。
昴との絆は前作以上に強いものとなっており彼女自身が気づかないうちに彼に対して完全に依存しきっている形になっていて、ついには彼を心の底から愛してしまっていた。それが原因で終盤では擬装とはいえ昴が離反した際には茫然自失の形となり大事な戦局を一時的にとはいえ離脱してしまうも彼と向き合うために本当の気持ちを伝えるために再び立ち上がり彼と対峙することとなる
昴・ハーネスト（すばる・ハーネスト）
声 - 水島大宙
前々作『わたしの狼さん。』のもう一人の主人公、元魔王陛下で、人型の魔者である青年。
通称・昴、昴さん（君）、陛下、すーちゃん（散葉のみ）。一人称は俺。6月12日生まれの21歳。身長179センチメートル。AB型。
魔王の証である魔狼の右手を持つ（普段は結界布を縫合した手袋で封じている）。レベルは2000(ただし本人の言動からして更にレベルが上がっている可能性有り)。夢は小桃が建てた家に一緒に住むこと。趣味は読書と小桃全般。兄が一人いた。右耳に2つ、左耳に3つのピアスをしている。
自分を倒しに来た小桃に一目惚れし、彼女と一緒にいたいという理由だけで魔王の地位を捨て現在は小桃とともに旅をしている。昴の怒りは世界崩壊の危機を意味するらしく、周りの男たちが小桃へ近づく度に紅とキャロルをハラハラさせている。
魔狼の右手は人間と一緒にいることで魔狼が拒否反応を起こしてしまうため、小桃と一緒にいる彼には度々発作が起こる。小桃が自分のためを思って右手を治す方法を探してくれるのは嬉しいが、拒絶の痛みよりも小桃が怪我をすることの方が辛いと思っており、自分の手は二の次にしか考えていない。しかし小桃に訊かれても魔狼や右手のことをあまり話さないところがある。
プリノ・ハーウェル
声 - 桑谷夏子
人型の魔者で、魔王軍（国家公務員）将軍の少女。『私の狼さん。THE OTHER SIDE OF LYCANTHROPE』のヒロイン
通称プリノ、プリノさん、将軍、プリちゃん（散葉のみ）。一人称は私。5月5日生まれの18歳。身長160センチメートル。A型。
才色兼備で非常に頭が良いことから将軍を務めているが、普段は『キングオブドジ』とまで評される程のドジっ娘。美人なため魔王軍でも討伐隊でも男性職員から絶大な人気を得ている。金持ちの令嬢で、ヴァイオリンが得意。ドジっ娘の評価に反し、あらゆる乗り物のライセンスを取得していたり機械に強いという一面もある（ドジで壊す事もあるが直せる）。戦闘にはあまり参加しないが、護身用として拳銃を所持している。兄にトリス・ハーウェルがいる。学校に通った事はない。敬語で話す。散葉と小桃よりも少し太っているのが悩み（本人が気にしすぎなだけで特に太ってはいない）。
魔狼の腕の木乃伊を直接見てしまったことから魔狼の呪いを受けてしまう。昴により一度その呪いは解けるが、（散葉の出した）光の柱を目撃してその呪いが再発し、時々何かの拍子に魔狼（というよりも犬）化する。魔狼化持には、普段とは違い笑顔全開で他者（特に紅）に懐き、普段は苦手で食べられない野菜も食べられる。プリノの中にいる魔狼の「同胞に会いたい」という気持ちを汲み取り、魔狼の木乃伊を持ち出して紅、キャロルと共に魔狼に会うため島へ行く。小桃同様ケインの屋敷に居候し討伐隊の雑用を手伝うが、不器用なためしょっちゅう食器を割っている。
変わりつつある仲間達を見て「自分には小桃や散葉のように守りたい人や貫きたい意志がない」と淋しい気持ちになっていた。仲間のために何の力にもなれない自分を悔しく思い、彼らに対し「話を聞く事だけでもしてあげたい」と思っていた。物語が進むに連れ「（仲間の話してくれたことを自分が）憶えていて大事にすれば繋がりは強くなる」と信じるようになる。
最終回では、再び小桃と旅に出た昴の代わりに魔王に就任した。
紅・アカツキ（くれない・アカツキ）
声 - 伊藤健太郎
魔王（昴）側近の青年で、人型の魔者。小桃とは逆に魔者だが魔力を持っていない。『わたしの狼さん。』にも登場し『私の狼さん。THE OTHER SIDE OF LYCANTHROPE』の主人公
通称・紅、紅さん、師匠、くーちゃん（散葉のみ）。一人称は俺。7月1日生まれの20歳。身長181センチメートル。A型。右も使える左利き。
キャロルと並んで魔王軍の問題児。生真面目で常に怒っている苦労人。大の動物好きで特に猫が好き（ただし害虫は嫌い）。押入れの布団の間には動物図鑑が隠してあり、動物の危機には必ず駆けつける。趣味は骨董品集め。自己流だが剣術の達人で常に刀を持つ。
魔王（昴）の側近といっても将軍であるプリノと同僚のキャロルと3人で行動することが多い。やや時代遅れでキャロルいわく「死語乱用」、「堅物」。根は優しいのだが、外見と普段のややぶっきらぼうな態度からあまり分かってもらえない。魔狼化したプリノに懐かれ、抱きつかれたり押し倒されたりと、周囲にプリノと恋愛関係にあると誤解される。
いつも身につけている十字架型のピアスとチョーカーは母親のもの（だと思われる）。その母は今はどこにいるのか、生きているのかも分からず、紅自身もよく知らない。
過去のことを話さないでいたので、プリノとキャロルには「自分達が頼りないから話してくれないのか」と淋しい思いをさせていた。自分の周りは希薄だと思っていたため、2人が自分を思ってくれていたことに繋がりを感じた。
キャロル・ブルーハース
声 - 松本さち
魔王（昴）側近の少年で、人型の魔者。『わたしの狼さん。』にも登場。
通称・キャロル、キャロちゃん（散葉のみ）。一人称は僕。12月24日生まれの16歳。身長159センチメートル。O型。
紅同様に魔王軍の問題児と評される“自称”「いい子」。敬語で話し、不真面目でマイペース。笑顔で平然と毒舌を吐くことも珍しくない。可愛い外見と身長の低さから女の子に間違われるが、軟弱者（特に「ショタ系」）扱いされると烈火の如く怒り狂い暴れる。そんな扱いが嫌で、マッスルボディになるべく毎日体を鍛えているので、見た目に反して力は強い。蹴り一発で獣型の魔者を倒したことも。魔力が強く、呪符を使って戦う。家事好きで、夢は家庭を守れる主夫になること。成長途中までは皆と同じくらいの身長だった。
学校に通い不自由なく普通に過ごしてきた幼少時代だったが、11歳の時、両親の離婚により教会に預けられる。そこでユイマ（後述）と出会って、彼に感化され、何に対しても楽しむことの気持ちを知った。父に引き取られることになったが、一緒には暮らさず軍に入ることを決める。そこでルームメイトとして紅と出会う。
紅をからかう度に刀で斬られそうになっているが、それさえも楽しんでいる様子。紅、プリノと行動することが多いが、自分の事をあまり語らない紅に対しては淋しい気持ちを抱いており、自分とプリノが彼を必要としている事や自分たちが繋がっている事を気付いてほしいと思っていた。
梅（うめ）
魔王（昴）の使い魔の犬。気付いた時には居たという理由で年齢が定かではない。体は白く、垂れ耳。首に鈴を付けている。
一度飲み込んだ服を口の中で再形成し、再び梅好みの服として出すことが出来る（ただし女性もの限定）。鳴く事はないが、一度発した声が人語だった事がある。ある意味、作品中で最大の謎を持つ生き物。犬であるかどうかも怪しい。
アベル・ウィンスレット
声 - 中田譲治
監査機関所属の男性。ケインによると、伝説の監査と呼ばれているらしい。元は上層部の工作員らしく、その頃培った変装・擬態能力を活かしている（要するに普通から逸脱した監査）。一人称は私。妻と娘（ローズ・ウィンスレット）が一人いる。多趣味な人。島には討伐隊の査察のため、滞在している。
奏・ハーネスト（かなで・ハーネスト）
声 - 黒田崇矢
昴の遠縁の親戚である男性。魔王（昴）の血縁ではあるが軍人ではない。昴と同じ魔王候補だったが、選ばれないながらも死、異形化を免れた稀な存在。一人称は私。真顔でジョークを言う空気を読まない人。さらに笑い方がとても怖い。鎌を使って戦う。
昴を迎えに来て暑さにやられていたところを（夏でも暑苦しい黒い服を着ていたため）散葉に助けられる。
ミモザ
声 - ゆかな
奏と共に昴を迎えに来た、同じく魔王候補だった女性。奏と同じく魔王（昴）の血縁ではあるが軍人ではない。一人称は私。杖を使って戦う。シグマには恋情を抱いていて、シグマ以外の人間には笑顔で毒舌を吐く。シグマが必要としているのに傍にいない昴を好んでいない。
杏（あんず）
梅によく似た黒色の犬。白色のリボンを左耳につけている。ミモザが飼っていて、「杏ちゃん」と呼ばれる。梅とは違い、吸い込むのではなく口から威力抜群な謎のビーム（散葉曰く、カメハメハ）を吐くことが出来る。
シグマ
魔狼で昴の右手の元持ち主の男性。今の右手は義手。一人称はボク。常に被り物をして顔を隠し、食事時でも外さないで器用に食べる。物（美術品や絵、被り物）作りをしているが、好きなわけではなく暇だからというのが理由。
非常に体力がないため、倒れてしまう事がたびたびある。昴の右手の拒絶反応はシグマがおこしている。ずっと捜し続けてきた同朋（魔狼）である散葉と会えたため家族として一緒に住もうと思っている。
ロリア
プリノ達と同じ魔王軍の少女。ヤムカには「先輩」、出雲には「ロリアタン」と呼ばれる。最初散葉に姿を現した時は兎のお面を被っていた。一人称はロリア、ロリアちゃんで自称愛♡ドル（アイドル）。何人にも媚びない。散葉を捕獲する任務のため、ヤムカと出雲と共に島に来る。
ヤムカ
同じく魔王軍の青年。頭に髪の毛はなく、ロリアには「ハゲ」と呼ばれる。一人称は俺。最初散葉に姿を現した時は狐のお面を被っていた。紅と同じく、刀を使って戦う。ピアスをしていて口が悪いので一見不良に見えるが、実はロリアを本気で愛していて、ロリア以外は女じゃないとも思っている。
出雲（いずも）
同じく魔王軍の青年。言葉の終わりに句点をつけて話し、萌えが口癖でヤムカ以外には「〜タン」を付けて呼ぶ。一人称は俺。メガネをかけ、最初散葉に姿を現した時は猿のお面を被っていた。キャロルのように式神は宿っていないが、同じ符術を使って戦う。口数は少なく熱くはならない冷静派で常にカメラを持ち歩き写真を撮る。二次元キャラを愛でていて、ロリアに対しても同じ感覚で愛している。女には暴力を振るわない。
トリス・ハーウェル
プリノの兄で（プリノは兄さんと呼ぶ）、バイオリニスト。眼鏡をかけている。一人称は僕。戦闘能力はない。
かなりのシスコンで、紅（とキャロル）がプリノの家へ訪問した際は彼とプリノが恋愛関係にあるのではないかと勝手に思い込み、無意識のうちにつっかかっていた。プリノとは違いドジではない。プリノいわく、「自分のドジでさんざん迷惑をかけたが、それでも優しくてしっかりしている」とのこと。
ユイマ
キャロルが預けられていた教会で出会った少年。キャロルには「ユイマ君」と呼ばれる（ユイマはキャロルを呼び捨て）。16歳。キャロルとは違い背丈はそれなりにある。母を病気で亡くし父も帰って来ず孤児になった。一番古くから教会にいて、他の子よりも少し年上のためお兄さんのような存在で他の子を見守る。普段は無口無表情だが、泣く時、嬉しい時は無防備に表情を出す。当たり前にある空にでもキレイだと思える豊かな感受性を持っている。
アンネ
声 - 力丸乃りこ
クレバート家の御付きのメイド長。25歳。一人称は私。一家代々クレバート家に仕えているため、若くはあるがメイド長を勤める。ケインを「ケイン様」と呼び、身の回りの世話をしている。
マリアーヌ・クレバート
声 - 木内レイコ
ケインの母。一人称は私。息子同様美しいものを好む、エレガントな貴婦人。ドラマCDではケインにお見合い話を持ってくる。ケインとは違う家に住んでいる。

## 書誌情報
- 藤原ここあ 『わたしの狼さん。』 エニックス〈ガンガンウイングコミックス〉、2001年9月27日初版発行（2001年8月27日発売）、ISBN 4-7575-0530-2
- 藤原ここあ 『わたしの狼さん。 THE OTHER SIDE OF LYCANTHROPE』 エニックス〈ガンガンウイングコミックス〉、2002年3月27日初版発行（2002年2月27日発売）、ISBN 4-7575-0648-1
- 藤原ここあ 『dear』 エニックス、スクウェア・エニックス〈ガンガンウイングコミックス〉、全12巻
  1. 2003年1月27日初版発行（2002年12月25日発売）、ISBN 4-7575-0850-6
  2. 2003年10月27日初版発行（2003年9月27日発売）、ISBN 4-7575-1037-3
    - 初回限定特装版 ISBN 4-7575-1038-1 - 散葉のフィギュア付き

  3. 2003年11月27日初版発行（2003年10月27日発売）、ISBN 4-7575-1054-3
  4. 2004年5月27日初版発行（2004年4月27日発売）、ISBN 4-7575-1188-4
  5. 2004年11月27日初版発行（2004年10月27日発売）、ISBN 4-7575-1302-X
  6. 2005年5月27日初版発行（2005年4月27日発売）、ISBN 4-7575-1416-6
  7. 2005年12月27日初版発行（2005年11月27日発売）、ISBN 4-7575-1578-2
  8. 2006年7月27日初版発行（2006年6月27日発売）、ISBN 4-7575-1690-8
  9. 2007年1月27日初版発行（2006年12月27日発売）、ISBN 4-7575-1842-0
  10. 2007年5月27日初版発行（2007年4月27日発売）、ISBN 978-4-7575-2001-1
  11. 2008年3月27日初版発行（2008年2月27日発売）、ISBN 978-4-7575-2143-8
  12. 2008年3月27日初版発行（2008年2月27日発売）、ISBN 978-4-7575-2227-5
- 藤原ここあ 『私の狼さん。新装版』 スクウェア・エニックス〈ガンガンコミックスJOKER〉、2011年7月22日初版発行（同日発売）、ISBN 978-4-7575-3292-2
- 藤原ここあ 『dear新装版』 スクウェア・エニックス〈ガンガンコミックスJOKER〉、全6巻
  1. 2011年7月22日初版発行（同日発売）、ISBN 978-4-7575-3291-5
  2. 2011年8月22日初版発行（同日発売）、ISBN 978-4-7575-3341-7
  3. 2011年9月22日初版発行（同日発売）、ISBN 978-4-7575-3372-1
  4. 2011年10月22日初版発行（同日発売）、ISBN 978-4-7575-3396-7
  5. 2011年11月22日初版発行（同日発売）、ISBN 978-4-7575-3423-0
  6. 2011年12月22日初版発行（同日発売）、ISBN 978-4-7575-3463-6

## ドラマCD
- dear【ディア】 - 2004年4月24日発売
- dear 〜ディア〜 A story of the next day - 2006年8月4日発売

### スタッフ

#### dear
- 原作、脚本、イラスト - 藤原ここあ（スクウェア・エニックス刊『月刊ガンガンWING』連載）
- 演出 - 飯田里樹
- 音楽 - 大坪正
- 調整 - 成清量
- オペレーター - 武藤雅人、加藤恵美
- 音響効果 - 伊藤道廣（サウンドリング）
- 録音スタジオ - 整音スタジオ
- 音響制作 - ダックスプロダクション、平田哲

#### A story of the next day
- 原作、脚本、イラスト - 藤原ここあ（スクウェア・エニックス刊『月刊ガンガンWING』連載）
- エグゼクティブプロデューサー - 及川武（フロンティアワークス）
- プロデューサー - 松沢博（フロンティアワークス）
- 演出 - 関根奈美
- 音楽 - 剱持満
- エンジニア - 成田一明
- アシスタントエンジニア - 加藤紀子（スタジオT&T）、田中亮 (i@Studio)
- 音響効果 - 佐藤一俊
- スタジオ - スタジオT&T、i@Studio、ドリーム・フォース
- マスタリング - 小林良雄（ハイブライト）
- 制作担当 - 伊藤映里
- 音響制作 - ドリーム・フォース
- 製作 - フロンティアワークス
- デザイン - 石阪嘉康 (Qalatta)